# Eparchia czeboksarska
Eparchia czeboksarska – jedna z eparchii Rosyjskiego Kościoła Prawosławnego, z siedzibą w Czeboksarach. Wchodzi w skład metropolii czuwaskiej. Funkcję katedry pełni sobór Wprowadzenia Matki Bożej do Świątyni w Czeboksarach. Eparchia dzieli się na 11 dekanatów i prowadzi siedem monasterów.
Samodzielna eparchia z siedzibą w Czeboksarach powstała w 1945. Wcześniej, od 1854, istniał wikariat czeboksarski eparchii kazańskiej, jednak siedzibą biskupów czeboksarskich pozostawał Kazań. W 2012 Święty Synod Rosyjskiego Kościoła Prawosławnego wydzielił z terytorium eparchii dwie nowe administratury: eparchię kanaską i eparchię ałatyrską.

## Biskupi czeboksarscy
- Hilary (Iljin), 1945–1951
- Hiob (Kresowycz), 1951–1953
- Manuel (Lemieszewski), 1956–1960
- Mikołaj (Fieodosjew), 1960–1972
- Beniamin (Nowicki), 1973–1976
- Barnaba (Kiedrow), 1976–2020
- Sawwacjusz (Antonow), od 2020